# Petit-Failly
Petit-Failly település Franciaországban, Meurthe-et-Moselle megyében. Lakosainak száma 94 fő (2022. január 1.). Petit-Failly Colmey, Grand-Failly, Saint-Jean-lès-Longuyon, Marville és Rupt-sur-Othain községekkel határos.

## Népesség
A település népességének változása:
| Lakosok száma | 70   | 63   | 64   | 78   | 86   | 86   | 86   | 87   | 87   | 94   |
|               | 1968 | 1982 | 1990 | 2006 | 2013 | 2015 | 2017 | 2019 | 2020 | 2022 |